# Маринер-1
Ма́ринер-1 (англ. Mariner 1) — первый космический аппарат в программе «Маринер».
Маринер-1 должен был направиться к Венере, но был уничтожен во время аварии на старте в 09:26:16 UT 22 июля 1962 года через 293 секунды после старта. Антенна аппарата потеряла связь с наводящей системой на Земле, в результате управление взял на себя бортовой компьютер, программа которого содержала ошибку.
Маринер-2 позднее выполнил задачи, возложенные на Маринер-1.

## Корабль и его системы
Аппарат Маринер-1 идентичен Маринеру-2, запущенному 27 августа 1962. Маринер-1 состоял из шестиугольного основания, 1,04 метра в ширину и 0,36 метра в высоту, содержащего шесть магниевых шасси, несущих на себе оборудование для научных экспериментов, связи, вычислений, измерений, пространственной ориентации и контроля энергоснабжения, батареи и их зарядку, также ёмкости с газом для коррекции положения и реактивный двигатель. На основании крепилась высокая пирамидообразная мачта, на которой также крепилось оборудование для научных экспериментов. Общая высота аппарата достигала 3,66 метра. На боковые стороны основания крепились прямоугольные солнечные батареи с максимальным размахом в 5,05 метра и шириной в 0,76 метра. На одной из сторон основания крепилась на манипуляторе направленная параболическая антенна.
Силовая система Маринера-1 состояла из двух солнечных батарей, одна 1,83 на 0,76 метра и другая 1,52 на 0,76 (с 0,31-метровым лавсановым удлинителем (солнечным парусом) для балансировки давления солнечного света на панели), снабжавших аппарат напрямую или заряжая 1000-ватт-часовую серебро-цинковую аккумуляторную батарею, использовавшуюся до раскрытия панелей или когда они не были освещены Солнцем. Устройства регулирования мощности и ускорения контролировали подачу энергии. Передатчик мощностью 3 ватта обеспечивал непрерывный телеметрический контакт, большая высокочувствительная направленная параболическая антенна, цилиндрическая всенаправленная антенна на верхушке инструментальной мачты и две командных антенны, по одной на конце каждой солнечной батареи, получавших команды изменения курса и другие функции.
Реактивная сила для курсовых манёвров обеспечивалась монотопливной (на безводном гидразине) 225 Н-ретро-ракетой. Гидразин воспламенялся с помощью тетраоксида диазота и гранулированного оксида алюминия. Направление реактивной струи контролировалось четырьмя газовыми рулями, расположенными перед соплом. Управление положением в пространстве (с погрешностью в 1 градус) осуществлялось системой азотных реактивных двигателей. Солнце и Земля использовались для стабилизации курса. Общая синхронизация и контроль выполнялись цифровым центральным компьютером и контролером последовательности. Термоконтроль достигался с помощью использования пассивного отражения и поглощающих поверхностей, термических щитов и экранирующих решёток.
Научные эксперименты базировались на основании аппарата и мачте. Магнитометр был установлен на вершине мачты над всенаправленной антенной. Детекторы частиц монтировались на середине мачты, вместе с детектором космических лучей. Детектор космической пыли и спектрометр космической плазмы устанавливались на краях основания аппарата. Микроволновый радиометр, инфракрасный радиометр и антенны радиометра собирались в 48-см параболическую антенну радиометра, установленную у основания мачты.
Перед установкой на ракету-носитель на борт Маринера-1 и Маринера-2 был свёрнут и уложен маленький (91×150 см) флаг США.

## Ошибка в программном обеспечении
Наиболее популярная версия причины потери связи с аппаратом — ошибка в ручном переводе математического символа в спецификации программы, а точнее — потерянная черта над символом. Также упоминается «пропущенный дефис» — в данных или в компьютерной инструкции, возможно, и в каком-то уравнении. Без сомнений, многие факторы повлияли на появление версии о «пропущенном дефисе» и её долговечность, в том числе и в официальных отчетах НАСА и ЛРД. Основные факторы:
- Схожесть черты над символом и дефиса.
- Сложность описания реальной ошибки населению США и их избранным представителям.
- Взаимодействие при трёхстороннем сотрудничестве (ЛРД, НАСА и ВВС США)
- Дефицит времени из-за ограниченного стартового окна (45 дней), оставлявшего очень мало времени для расследования обстоятельств до запуска Маринера-2 и, если это будет необходимо, Маринера-3. Официальные выводы (включавшие в себя версию о «пропущенном дефисе») были представлены руководству менее чем за неделю.

Не столь важно, почему в первичных отчетах появилась версия о «пропущенном дефисе», но это было простое и убедительно звучавшее объяснение для публики и Конгресса. «Дефис» был объявлен утерянным из инструкции или из уравнения.

### «Самый дорогой дефис в истории»
Как написала Нью-Йорк Таймс в своем обзоре, ошибка произошла из-за «пропущенного дефиса в некоторых данных».
В этом же обзоре было написано, что дефис был символом, который должен был быть загружен в память компьютера вместе с массой «иных кодированных математических инструкций». Эта формулировка появлялась во многих последующих вариантах истории, официальных и нет. Версия о «пропущенном дефисе» появилась из сообщений официальной службы поддержки. Представитель НАСА Ричард Моррисон так свидетельствовал перед Конгрессом о пропущенном дефисе:

…он дает команду космическому аппарату игнорировать данные, поступающие из компьютера, до тех пор, пока не будет восстановлен радарный контакт. Из-за пропуска дефиса контрольные системы аппарата получали неверную информацию. В результате компьютер отдал команду на сильное отклонение влево, соплом вниз, и аппарат потерпел крушение.
По его же словам:

В свидетельских показаниях перед Комитетом домашней науки и астронавтики Ричард Моррисон, начальник отдела ракет-носителей НАСА, показал, что ошибка в компьютерных уравнениях при запуске к Венере аппарата Маринер-1 21 июля привела к его уничтожению при потере им курса.
В отчете НАСА, отправленном в Конгресс в 1963-м, дефис упоминается пропущенным в двух различных местах:

Послеполётный обзор Маринера-1 НАСА-ЛРД-ВВС США описывает пропущенный дефис в коде компьютерных инструкций, передававших неверные сигналы наведения кораблю Маринер-1, запущенному двухступенчатой ракетой Атлас-Аджена с мыса Канаверал 21 июля. Пропуск дефиса в редактировании данных вынудил компьютер дать серию ненужных сигналов о коррекции курса, которые сбили корабль с курса и привели к его уничтожению.
В итоговом отчете ЛРД о проекте Маринер в 1965 году упоминается, что на 4 минуте 25 секунде полета произошло «незапланированное отклонение»:

…были переданы команды управления, ноневерное вычисление курсовых уравнений сильно отклонило аппарат с курса.
Спустя несколько лет Артур Кларк писал, что Маринер-1 был «уничтожен самым дорогим дефисом в истории».
В отчете НАСА, опубликованном в 1985-м, Оран Никс высказал другую версию произошедшего, однако, ошибка программного обеспечения все ещё связывалась с «пропущенным дефисом»:

Антенна наведения на ракете-носителе Атлас функционировала плохо, хуже необходимого. Когда сигнал, получаемый ракетой, стал слабым и нечётким, ракета потеряла синхронизацию с наземным сигналом управления, передававшим рулевые команды. Однако это было предусмотрено; в случае потери радиосигнала бортовой компьютер был обязан отклонять ложные сигналы, полученные антенной, и выполнять заложенную в него программу, которая позволяла успешно осуществить полет. Однако в этом месте была допущена вторая ошибка. Каким-то образом был пропущен дефис в программе наведения, загруженной в компьютер, что позволило неверным сигналам отдать приказ на отклонение влево и разворот сопла вниз. Дефис был пропущен и в предыдущем успешном полете Атласа, но эта часть вычислений не использовалась, так как не был потерян радиосигнал управления. Достаточно сказать, что первая попытка США запустить межпланетный полет провалилась из-за дефиса.
Сейчас на веб-сайте НАСА указано, что проблема была, вероятно, вызвана комбинацией двух факторов. Неточным действием радиомаяка Атласа, что вызвало потерю эффективности сигнала от ракеты на длительный период. Радиомаяк, использовавшийся для получения данных, не работал в течение четырёх периодов длительностью от 1,5 до 61 секунды. Также в отчёте о полете Маринера-1 была указана потеря дефиса «в коде компьютерной инструкции в программе обработки данных», что сделало возможной передачу неверных рулевых сигналов на корабль. В те периоды, когда радиомаяк был в нерабочем состоянии, пропуск дефиса в «программе обработки данных» позволил компьютеру принять сигнал от наземного передатчика таким, каким его приняла антенна, и совместить эти данные с данными слежения, отправленными для вычисления траектории. Это вызвало серию бессмысленных попыток коррекции курса одновременно с ложными рулевыми командами, что привело в итоге к полной потере курса кораблем.

### Или самая дорогая точка?
Иногда утверждается, что ошибка была вызвана тем, что при написании программы была поставлена точка вместо запятой. В языке ФОРТРАН, на котором была написана программа, выражение изменило свой смысл:
```
DO 
17
 
I
 
=
 
1
,
 
10

```

что представляет собой описание цикла (повтор вычислений 10 раз) было интерпретировано как
```
DO17I
 
=
 
1.10

```

то есть как присвоение переменной DO17I — так как пробельные символы не учитываются языком. Есть легенда (впрочем, неподтверждённая), что подобная ошибка была в одной из программ НАСА для вычисления орбиты, однако эта программа использовалась в проекте Меркурий, а не Маринер, и эта ошибка была исправлена до запуска корабля.

### Ошибка при переводемакрона
Ошибка появилась при ручном переводе символа в спецификации программы наведения. Писавший пропустил макрон или надчёркивание в
{\displaystyle {\bar {{\dot {R}}_{n}}}}
что значит «n-е сглаживание значения производной радиуса R по времени». Без функции сглаживания, обозначаемой макроном, программа воспринимала нормальные небольшие изменения скорости как очень серьёзные, что вызывало лишние поправки, сбивавшие ракету с курса. Затем ракета была уничтожена офицером курсовой безопасности.